# St. Mary's-stadion
Het St. Mary's-stadion is een multifunctioneel stadion in Entebbe, een stad in Oeganda. 
Het stadion wordt vooral gebruikt voor voetbalwedstrijden, de voetbalclub Vipers SC maakt gebruik van dit stadion. In het stadion is plaats voor 15.000 toeschouwers. Het stadion werd geopend in februari 2017.